# Jens Verbrugghe
Jens Verbrugghe (ur. 29 września 2004) – belgijski kolarz szosowy.
Kolarstwo uprawiał również jego ojciec, Rik Verbrugghe oraz wujek, Ief Verbrugghe.

## Osiągnięcia
Opracowano na podstawie:
2022
- 2. miejsce w mistrzostwach Belgii juniorów (jazda indywidualna na czas)
- 1. miejsce w Trophée Centre Morbihan
- 2. miejsce w mistrzostwach Europy juniorów (jazda indywidualna na czas)